# Loligo sanpaulensis
Loligo sanpaulensis är en bläckfiskart som beskrevs av Brakoniecki 1984. Loligo sanpaulensis ingår i släktet Loligo och familjen kalmarer. Inga underarter finns listade i Catalogue of Life.